# Västerbron
Le Västerbron, soit le pont de l'Ouest en français, est un pont en arc situé dans le centre de Stockholm, capitale de la Suède. 
Avec une longueur totale de 600 mètres dont 340 mètres au-dessus de l'eau, il est l'un des plus importants ponts de Stockholm. Son inauguration le 20 novembre 1935 en fait le second pont qui relie le sud de Stockholm au nord de la ville, la connexion se faisant alors, à cet endroit, par bateau. 

## Description
Le Västerbron, s'étend de Södermalm, en passant par Långholmen et Riddarfjärden, jusqu'au quartier de Marieberg à Kungsholmen. Il peut être subdivisé en trois sections :
- la section reliant l'île de Södermalm à l'île de Långholmen
- la section reliant l'île de Långholmen à l'île de Kungsholmen
- le section sur l'île de Kungsholmen qui surplombe le Rålambshovsparken

### Section de Södermalm à Långholmen
Cette petite section permet de passer au dessus du Pålsundet (fin détroit entre les deux îles). Son tablier est soutenu par une succession de piliers et d'un arc enjambant le détroit.

### Section de Långholmen à Kungsholmen
Il s'agit de la principal section du pont, il permet de traverser le Riddarfjärden. Elle est constituée de deux arcs avec une pile dans le lit du cours d'eau. 

### Section à Rålambshovsparken
Cette section, bien que semblant détachée du complexe principal, est inclue dans le Västerbron sous le nom de Lilla Västerbron. Il s'agit d'un pont plus modeste comparé aux deux autres sections. Il est constitué d'un tabliers supporté par des piliers avec en dessous un skatepark.

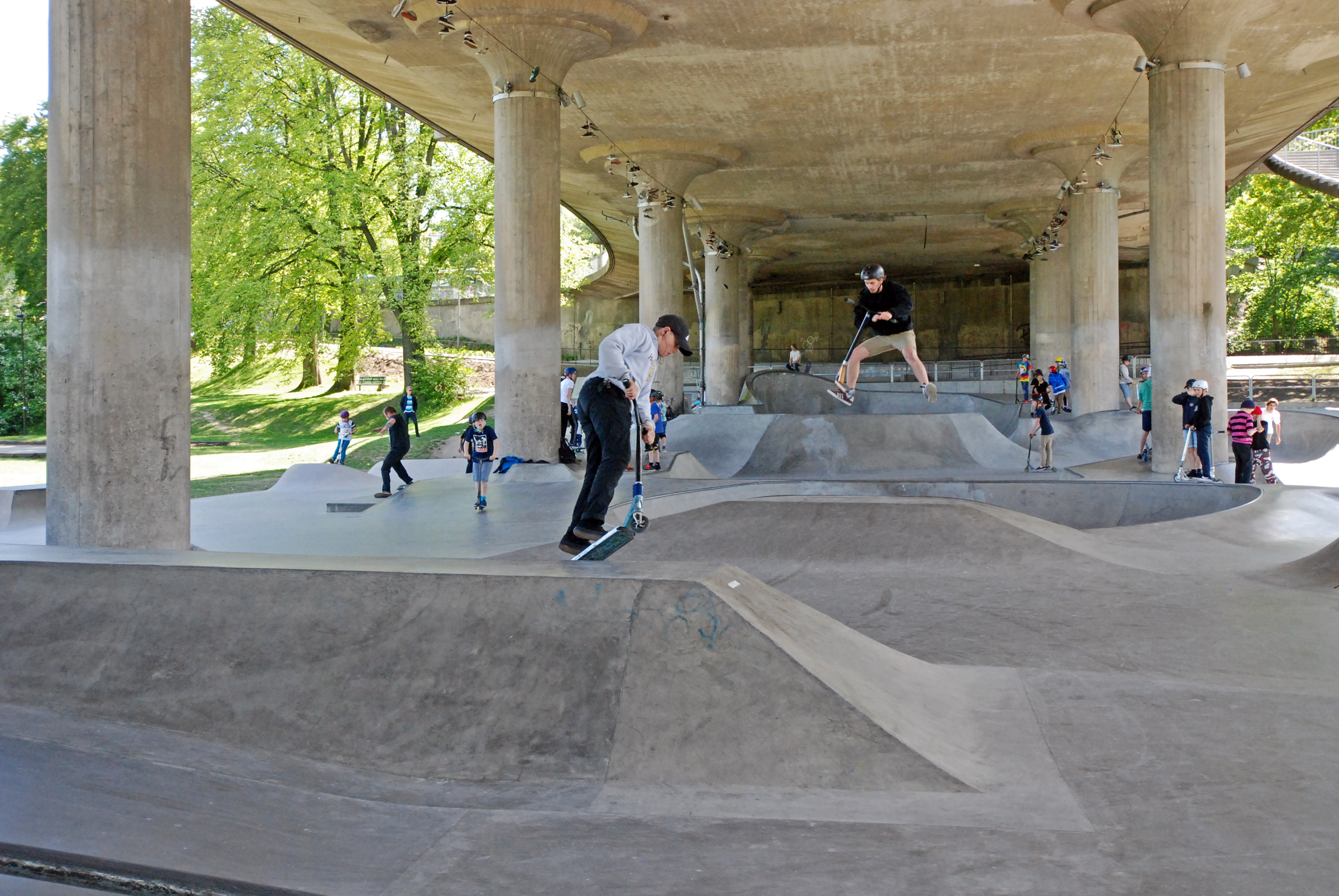
Skatepark sous le Västerbron (sur la section du Lilla Västerbron)